# Барби: Волшебство Пегаса
«Барби: Волшебство Пегаса» (англ. Barbie and the Magic of Pegasus) — анимационный фэнтезийный фильм 2005 года режиссера Грега Ричардсона, выпущенный Mattel Entertainment совместно с Mainframe Entertainment. Премьера состоялась 18 сентября 2005 года на канале Nickelodeon, а позже, 20 сентября 2005 года, фильм был выпущен на VHS и DVD.
Это второй фильм, в котором представлена оригинальная история и единственный фильм, выпущенный в формате 3D.

## Сюжет
В свой день рождения принцесса Анника доставляет своим родителям немалое беспокойство, когда выходит на улицу кататься на коньках без разрешения и приносит домой белого медвежонка по имени Шивер. В результате чрезмерно заботливые король Маркус и королева Эльвина запрещают ей кататься на коньках.
Раздосадованная, Анника тем же вечером тайком уходит, чтобы присоединиться к фестивалю катания на коньках. Вдруг появляется могущественный колдун по имени Уэнлок и приказывает принцессе выйти за него замуж. Маркус и Эльвина приходят на фестиваль и вступают в схватку с Уэнлоком, но он смеется и загадочно напоминает Маркусу и Эльвине о судьбе их другой дочери. Когда Анника отказывается от его предложения, Уэнлок превращает в камень все население деревни, включая родителей Анники. Её спасает крылатая лошадь по имени Бриетта, но Уэнлок предупреждает, что у нее есть три дня, чтобы выйти за него замуж; в противном случае заклятие останется навечно.
Бриетта берет Аннику с собой в Облачное королевство, которым правит королева Рэйла. Анника обнаруживает, что другая дочь ее родителей ― Бриетта, которую Уэнлок превратил в пегаса, когда она отказалась выйти за него замуж. Это объясняет, почему их родители так защищали Аннику, когда она родилась. Королева Облаков говорит Аннике, что единственное, что может победить Уэнлока, ― это «Жезл света», созданный из мужества, кольца любви и ледяного камня, зажженного вечным пламенем надежды. Несмотря на нежелание Бриетты из-за прошлых неудачных попыток, Анника уверяет ее, что они смогут создать жезл вместе.
Анника, Бриетта и Шивер отправляются в Запретный лес, где встречают кузнеца Эйдана. Когда Шивер и Анника падают в котел великана, последняя использует свою ленту для волос, чтобы помочь им выбраться. Лента, которая соответствует росту Анники, является «мерилом храбрости» и превращается в посох для «Жезла света». Получив карту от торговца драгоценными камнями Ферриса, группа находит большую пещеру, наполненную ледяными самоцветами, где Анника и Эйдан берут по одному. Эйдан рассказывает, что сбежал от своих родителей после того, как проиграл все их деньги в азартной игре. Он взял с собой еще один драгоценный камень, чтобы подарить его родителям, чтобы те простили его. Бриетта предлагает свою диадему в обмен на кольцо любви. Из всех трех предметов Эйдан создает «Жезл света», а Анника использует его, чтобы превратить Бриетту обратно в человека.
На обратном пути в Облачное королевство Уэнлок преследует Аннику и Бриетту, и во время погони Бриетта теряет сознание. Разъяренная, Анника приказывает волшебной палочке уничтожить Уэнлока, но это не срабатывает. Не имея других вариантов, она сдается и в конце концов соглашается выйти за него замуж. Уэнлок отказывается, называя ее надоедливой, как и его бывших жен, которые теперь прокляты и превратились в троллей. Он забирает волшебную палочку и погребает Аннику под лавиной.
Эйдан помогает откопать Аннику. После того, как она поправляется, группа пробирается во дворец Уэнлока. Анника находит волшебную палочку, но она повреждена, а драгоценный камень откололся и упал в море. Эйдан предлагает свой драгоценный камень в качестве замены; понимая, что палочку нельзя использовать для мести, Анника разрушает все заклинания Уэнлока из любви к своей семье и своему народу. Уэнлок лишен своей силы, его бывшие жены обретают свой истинный облик, а заклятие, наложенное на королевство Анники, разрушено. Анника и Бриетта воссоединяются со своими родителями, в то время как Эйдан примиряется со своим отцом. В Облачном королевстве Анника и Эйдан катаются на коньках вместе, а королева облаков Рэйла поднимает волшебную палочку в небо, чтобы стать звездой.

## Дубляж
- Барби/принцесса Анника — Келли Шеридан
- Принцесса Бриетта ― Лалайния Линдбьерг
- Эйдан ― Марк Хилдрет
- Уэнлок ― Колин Мердок
- Королева Эльвина — Кэтлин Барр
- Король Маркус ― Рассел Робертс

## Музыка
Бри Ларсон исполнила музыкальную тему фильма под названием «Hope Has Wings» («У надежды есть крылья»). Музыка для оркестра, написанная Арни Ротом, взята из 94-й симфонии Гайдна «Сюрприз», 1-й симфонии Грига «Утреннее настроение» и 6-й симфонии Бетховена «Пастораль».

## Восприятие
В 2006 году «Барби: Волшебство Пегаса» был отмечен двумя номинациями на DVD Exclusive Awards (лучший анимационный фильм и лучшее музыкальное видео).
Автор Common Sense Media Джоли Херман оценила фильм на 2 балла из 5 и отметила, что тот полн клише и не несёт в себе никакой образовательной ценности для юных зрителей. По мнению члена Ассоциации кинокритиков Юты Рэйчел Вагнер, «Барби» заслужила оценку 6/10: «Сюжет на самом деле довольно интересный… Так что всё зависит от вашей способности справляться с довольно плохой анимацией». Немецкий Lexikon des internationalen Films назвал фильм «очередным непритязательным китчем о Барби».